# Blended learning
Blended learning (b-learning) je označení pro kombinovanou výuku, tedy pro kombinaci standardní výuky (prezenční, prezentační, face-to-face) s e-learningem.Jedná se o specifickou formu vzdělávání, která kombinuje tradiční metody výuky s online studijním obsahem. Využívá různé kombinace tradičního vzdělávání tváří v tvář (face-to-face), e-learningu a individuálního vzdělávání vlastní rychlostí (self-paced learning). Účelem je, aby se jednotlivé metody navzájem doplňovaly.
Koncept blended learningu bývá považován za nadějnou alternativu tradičního vzdělávání, protože je charakterizován jako maximalizace výhod tradičního učení a e-learningu. V jeho pojetí studenti stále navštěvují „kamenné“ školy s přítomným učitelem, ale výukové metody ve třídách se kombinují s vzdělávacími činnostmi zprostředkovanými počítačem.

## Definice
Nejednotnost při tvorbě univerzální definice blended learning vychází především z kontextu, ve kterém bývá tento termín používán. V oblasti vzdělávání se někdy používá zaměnitelně s termíny jako: personalizované učení, diferencovaná výuka, hybridní výuka, výuka zprostředkovaná technologiemi, výuka podporovaná webem. Termín blended learning se začal objevovat koncem 90. let 20. století a stejně jako mnoho jiných internetových pojmů z této doby se jeho přesný význam měnil.
Friesen ve své zprávě uvádí rok 2006, od kterého se podle něj tato definice ustálila. Podle něj blended learning označuje řadu možností, které nabízí kombinace internetu a digitálních médií se stávajícími formami výuky, které vyžadují fyzickou spoluúčast učitele a studentů.
V českém prostředí vymezuje Eger pojem blended learning jako kombinaci e-learningu a prezenčních forem studia.
Podle Zounka jde o integrování elektronických zdrojů a nástrojů do vyučování a učení s cílem plně využít potenciál ICT v synergii s osvědčenými metodami a prostředky používanými v tradiční výuce.
Blended learning se snaží kompenzovat některé dílčí nevýhody e-learningu při plnění vzdělávacích cílů spojováním s prvky standardní výuky, kdy je například kombinován v distančním studiu e-learningový kurz s úvodním či závěrečným seminářem (tutoriálem) nebo workshopem. Tento přístup je vhodný především tam, kde cílová skupina není zvyklá používat moderní komunikační nástroje, jako je chat, diskusní fórum, videokonference a podobně.
| „                        | Blended learning je učení zaměřující se na optimální dosažení učebních cílů za pomoci vhodných technologií, které odpovídají učebním stylům učícího se jedince, aby tak došlo k získání adekvátních dovedností správné osoby ve správný čas. | “ |
| — Harvi Singh, Chris Ree | |   |

## Využití
V oblasti vzdělávání blended learning kombinuje osobní i online komunikaci mezi studenty a pedagogy. Díky této kombinaci mohou studenti pracovat s učiteli ve škole, a zároveň využívat další online zdroje doma. Ve třídě mohou požádat učitele o pomoc a doma pracovat na svých projektech a seminárních pracích s využitím online materiálů. Mohou využívat také online metody komunikace s učiteli pro podporu a radu mimo vyučování. Dochází tím k přeměně role učitele, který již není hlavním zdrojem informací, ale moderátorem učebního procesu.
Možných variant využití blended learningu ve výuce podle Zounka existuje obrovské množství, například:
- Tištěné a elektronické výukové materiály
- Off-line a on-line učení (výuka ve třídě propojená s učením pomocí ICT)
- Individuální a skupinové učení (propojení individuálních a skupinových aktivit s podporou ICT)
- Strukturované a nestrukturované učení (výukové texty a zdroje učení na internetu)
- Vytvořený učební materiál pro specifický cíl a obecný učební materiál (výukové multimediální programy)[8]

Blended learning je také široce využíván ve světě podnikového vzdělávání. Zde mohou zaměstnanci současně s prací absolvovat školící kurzy na webových platformách. Mnoho firem toho využívá pro snížení nákladů na školení a umožňuje tím svým zaměstnancům vzdělávat se pohodlně a vlastním tempem.

## Modely
Modely využití blended learningu ve vzdělávání bývají založeny na kombinaci e-learningu s klasickou prezenční. Mezi tyto modely patří:
- Tváří v tvář – výuka řízená učitelem doplněná digitálními nástroji.
- Rotace - studenti procházejí samostatným rozvrhem online výuky a prezenční výukou ve třídě.
- Flexibilní – většina učebních materiálů je poskytována prostřednictvím digitální platformy a učitelé jsou k dispozici pro osobní konzultace a podporu.
- Laboratoře – studenti obvykle absolvují tradiční výuku a mají přístup k veškerým učebním materiálům skrze digitální platformu v daném místě.
- Self-blend – studenti sami rozšiřují svou tradiční výuku o práci v online kurzech.
- Online driver – studenti absolvují celý kurz prostřednictvím online platformy s možným hodnocením od učitele. Všechny materiály včetně výukových lekcí jsou poskytovány prostřednictvím digitální platformy a osobní setkání jsou naplánována dle potřeby.
- Převrácená třída – žáci sledují online přednášky a video-tutoriály doma. Během výuky ve třídě pak komunikují a pracují na úkolech.[1]

ID mentors dělí modely Blended learningu do tří kategorií:
- Skill-driven learning (Učení zaměřené na dovednosti) – kombinuje interakci s učitelem prostřednictvím e-mailu, diskusních fór a osobních setkání s učením probíhajícím samostudiem, jako jsou webové kurzy a knihy.
- Attitude-driven learning (Učení založené na postojích) – tento přístup kombinuje tradiční výuku ve třídě s online setkáními založenými na spolupráci. V rámci výuky je začleněno kooperativní učení, které je zprostředkováno skrze osobní setkání nebo online setkání.
- Competency-driven learning (Učení založené na kompetencích) – učení zaměřené na přenos tacitních znalostí získaných interakcí a pozorováním odborníků při práci. Aktivity podporující tento přenos zahrnují kombinaci online nástrojů pro podporu výkonu s živým mentoringem.[11]

Mnoho implementací blended learningu v praxi využívá některé, nebo dokonce všechny tyto modely v rámci širší strategie. Tyto modely se v mnoha případech nemusí vzájemně vylučovat a mohou být kombinovány.

## Výhody
Blended learning umožňuje studentům i učitelům využívat velmi širokou škálu prostředků, které vychází vstříc odlišným stylům učení a výuky.
Mezi výhody pro studenty patří:
- Vlastní tempo – ti, kteří jsou obeznámeni s látkou, mohou procházet online materiály rychleji, zatímco ostatní si mohou znovu prohlédnout obtížné části.
- Přístup k materiálům – student může přistupovat k lekcím, přednáškám a dalším materiálům v době, kdy se bude učit nejlépe.
- Samostatné učení – v mnoha modelech blended learningu je studentům dána samostatnost a svoboda převzít iniciativu při studiu. To jim může pomoci připravit se na další vzdělávání i na práci.
- Nové technologie – možnost seznámit se s novým softwarem a hardwarem. Práce s těmito technologiemi je může připravit na budoucí činnost v zaměstnání.[2]
- Individuální podpora studentů – silnou stránkou blended learningu je možnost poskytnout každému studentovi individuální výuku, která vyhovuje jeho potřebám.[5]

K výhodám pro pedagogy patří:
- Interakce mezi učiteli a žáky – studenti mají možnost komunikovat s učiteli pomocí videokonferencí a dalších způsobů komunikace. To přispívá k zlepšení spolupráce a předávání zpětné vazby.[5]
- Technologie mohou napomoci různým pedagogickým přístupům – blended learning může podpořit aktivní učení, využívání reálných scénářů, sociální učení a aplikaci znalostí na nové situace.
- Sledování cílů a pokroku – mnoho nástrojů pro blended learning umožňuje učitelům a školitelům sledovat výkony studentů. To může pedagogům poskytnout lepší přehled o účinnosti výukových metod.
- Přístup na míru – vytvořením online zdrojů se pedagogové mohou zaměřit na přizpůsobení času stráveného v prezenční výuce potřebám svých studentů.[2]

## Nevýhody
Blended learning má však také některá omezení. Tato metoda vyžaduje efektivní rozdělení podílu online a prezenční výuky. Její realizace ve školní výuce pak závisí na řadě faktorů. Jak se často ukazuje, ne všichni studenti zapojení do Blended learningu mají dostatečnou úroveň motivace ke studiu. Pro takové studenty je blended learning slabou metodou, protože motivace zde patří mezi podstatné faktory.
K dalším omezením pro studenty patří:
- Přístup ke zdrojům – modely blended learningu často vyžadují, aby studenti využívali technologie mimo třídu. Ne každý student bude mít stejný přístup ke zdrojům, což může ztížit nebo dokonce znemožnit online výuku.
- Podpora jednotlivých žáků – pro studenty s různými potřebami a různou úrovní digitální gramotností nemusí být učení založené na technologiích přístupné bez dostatečné podpory.
- Nedostatek přímého kontaktu – přestože samostatné učení může být přínosné, žáci, kteří mají problémy s online materiálem, nemusí být schopni sami najít řešení.[2][12]

Omezení pro pedagogy zahrnují:
- Přístup zdola nahoru – učitelé nebo jiní zaměstnanci musí často převzít iniciativu při zavedení metod blended learningu. Z tohoto důvodu je potřeba zajistit dostatečnou přípravu a profesní rozvoj, které podpoří jejich praxi v této oblasti.
- Existence potřebné infrastruktury – může být obtížné vytvořit vnitřní strukturu potřebnou k zavedení této metody. Nemusí být k dispozici dostatek zdrojů a rozpočtu.
- Časová náročnost – přechod do prostředí blended learningu vyžaduje věnovat čas školení, přípravě technologií a výukových materiálů. Pro učitele může být obtížné zajistit dané předpoklady vedle jejích současných povinností ve výuce.[1][2][12]